# 15494 Lucylake
15494 Lucylake eller 1999 CX123 är en asteroid i huvudbältet som upptäcktes den 11 februari 1999 av LINEAR i Socorro County, New Mexico. Den är uppkallad efter Lucy Annabelle Lake.
Asteroiden har en diameter på ungefär 11 kilometer.